# Pectinapseudes (Pectinapseudes) carolinensis
Pectinapseudes (Pectinapseudes) carolinensis is een naaldkreeftjessoort uit de familie van de Apseudidae. De wetenschappelijke naam van de soort is voor het eerst geldig gepubliceerd in 1988 door Bacescu & Williams.